# Lexington (Tennessee)
Lexington – miasto w Stanach Zjednoczonych, w stanie Tennessee, siedziba administracyjna hrabstwa Henderson.